# Cumbre Iberoamericana

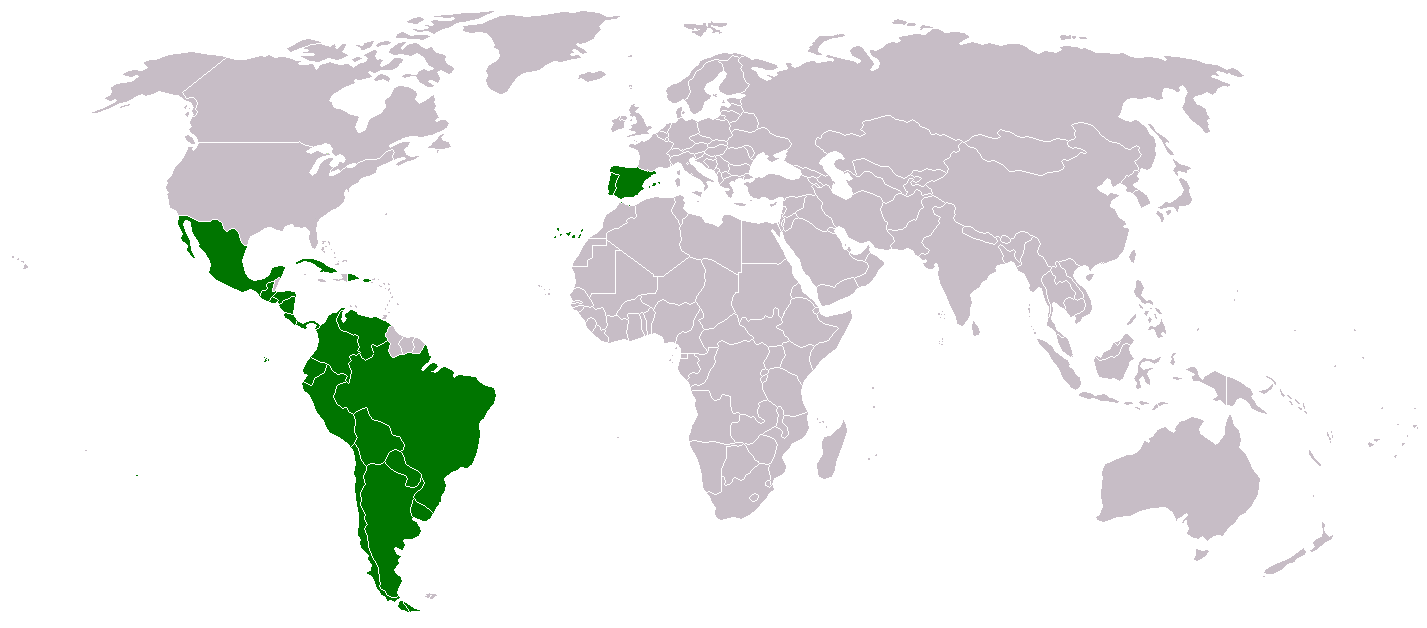
Iberoamérica conforma los países miembros de las cumbres iberoamericanas.

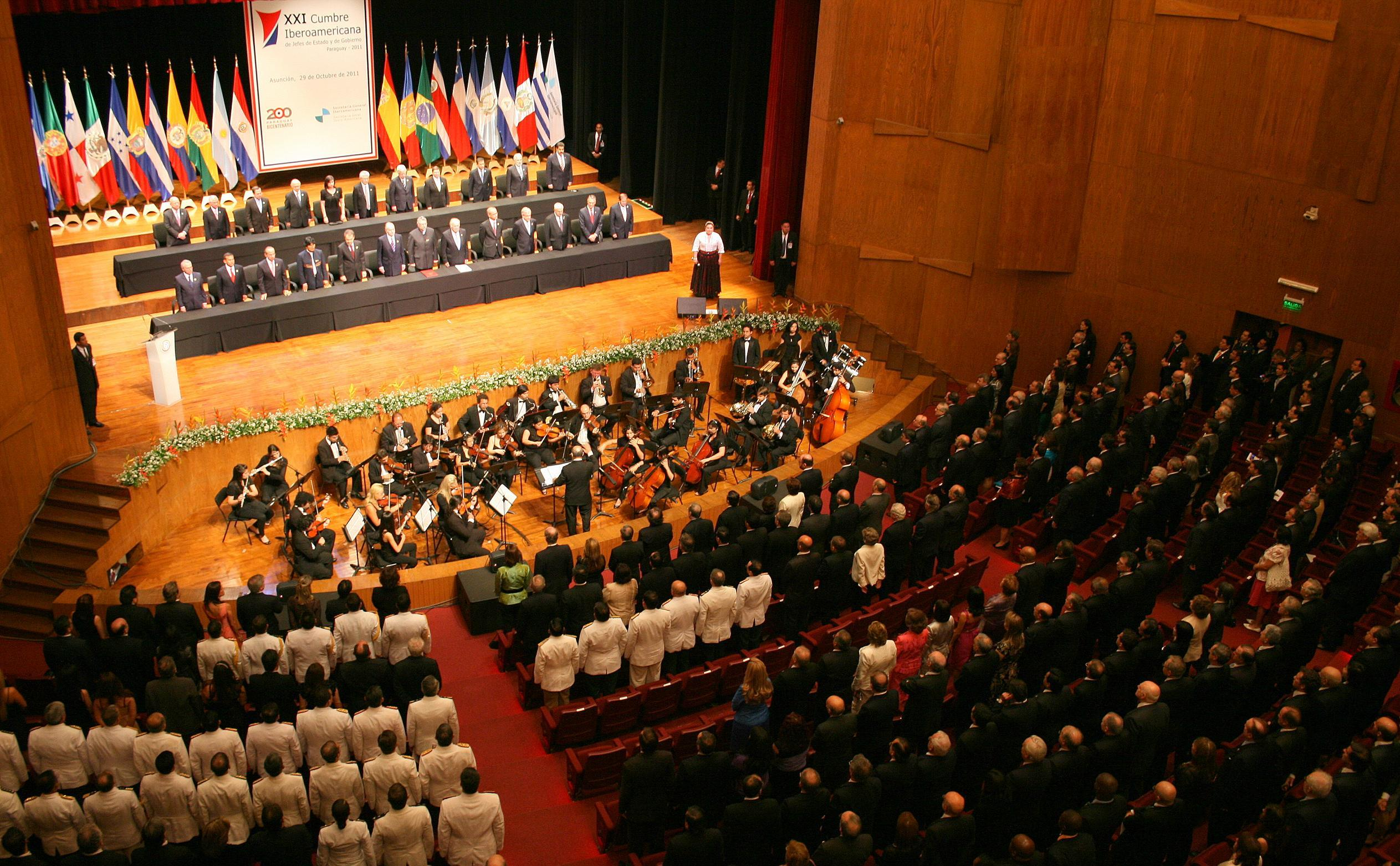
La Cumbre Iberoamericana, en Asunción del Paraguay en 2011.

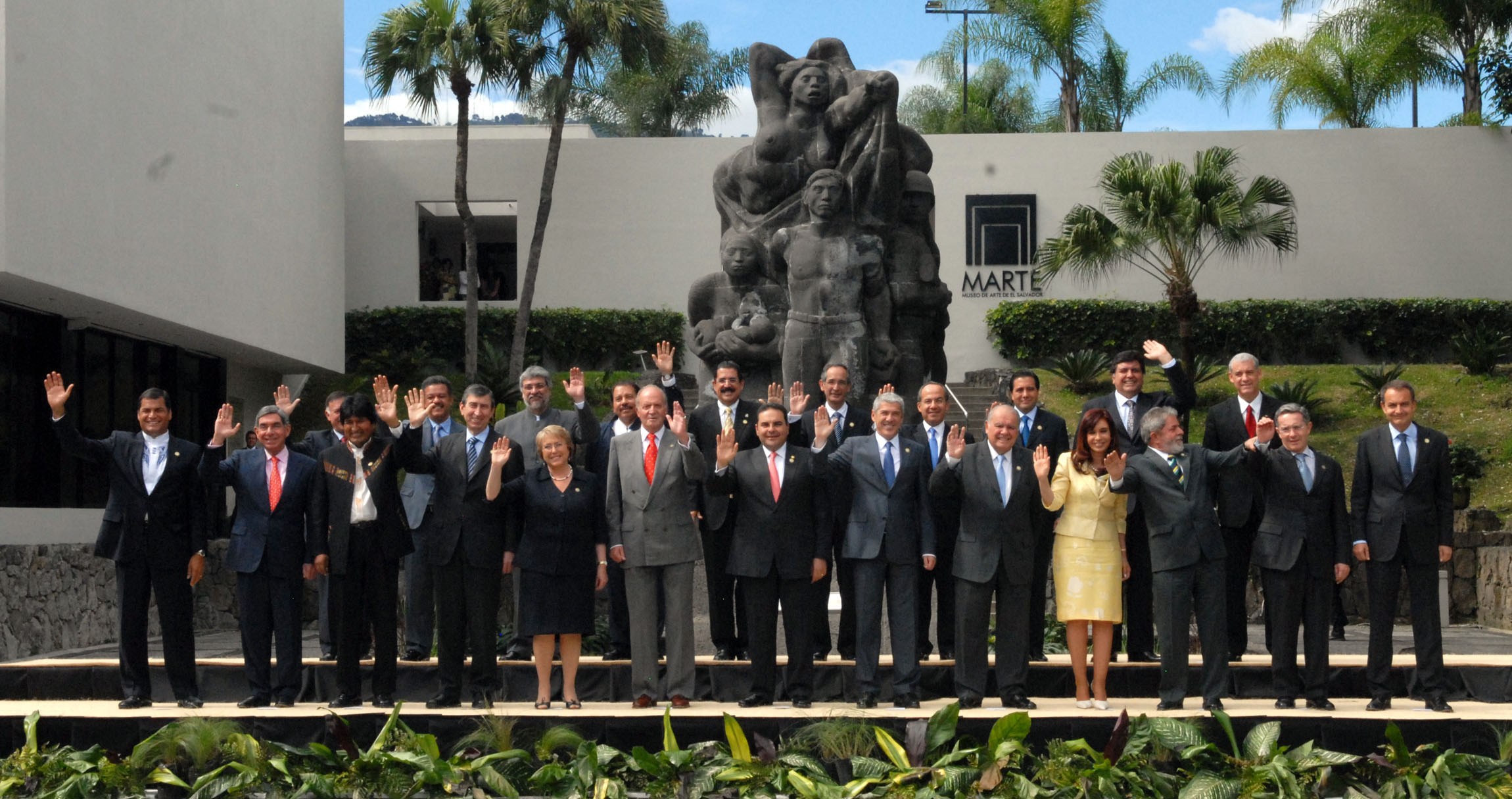
Dirigentes en la Cumbre Iberoamericana, en San Salvador, 2008.

Las Cumbres Iberoamericanas de Jefes de Estado y de Gobierno (en portugués: Conferências Ibero-Americanas de Chefes de Estado e de Governo); son las reuniones bienales —iniciadas en 1991, anuales hasta 2014— de los jefes de Estado y Gobierno de los diecinueve países de América y tres de la península ibérica, que mantienen vínculos histórico-culturales, así como económicos, con Iberoamérica. Los miembros de pleno derecho que participan en ella son: Andorra, Argentina, Bolivia, Brasil, Chile, Colombia, Costa Rica, Cuba, Ecuador, El Salvador, España, Guatemala, Honduras, México, Nicaragua, Panamá, Paraguay, Perú, Portugal, República Dominicana, Uruguay y Venezuela.
Aparte de los miembros de pleno derecho, existen otros miembros asociados vinculados con la relación histórico-cultural de los países iberoamericanos, como Puerto Rico, que es un Estado libre asociado de los Estados Unidos y no un estado independiente; Guinea Ecuatorial, que es el único miembro de la Organización de Estados Iberoamericanos (OEI) en África; además de Filipinas y Timor Oriental, ambos países situados en Asia.
La Secretaría General Iberoamericana (SEGIB), como órgano permanente de apoyo institucional, técnico y administrativo de la Conferencia Iberoamericana, trabaja en estrecha colaboración con la Secretaría Protémpore en la preparación de cada cumbre.

## Países miembros y futuras ampliaciones

### Miembros actuales

Países participantes en la Cumbre Iberoamericana
Miembros de pleno derecho en América
Miembros de pleno derecho en Europa
Países que desean ingresar
Miembros asociados
Países que podrían ingresar

Las cumbres se iniciaron en 1991 gracias al impulso de España, apoyada por México, con la participación de Argentina, Bolivia, Brasil, Chile, Colombia, Costa Rica, Cuba, Ecuador, El Salvador, Guatemala, Honduras, Nicaragua, Panamá, Paraguay, Perú, Portugal, República Dominicana, Uruguay y Venezuela.
En 2001 se sumó Puerto Rico, a través de su secretario de Estado. Desde entonces, Puerto Rico ha participado en las cumbres en distintas ocasiones, pero no como miembro de pleno derecho, sino como país asociado. Esto es debido a su estatus de Estado Libre Asociado, el cual le impide una representación como estado independiente en foros internacionales. Participa en la cumbre a través de su gobernador o de su secretario de Estado.
En 2004 se sumó Andorra, en este caso como miembro de pleno derecho, siendo el primer país en incorporarse con tal derecho desde el inicio de las cumbres en 1991. Tuvo su debut en la V Cumbre Iberoamericana celebrada en Salamanca.

### Estados observadores
Son aquellos países que tienen derecho a asistir a las cumbres y a las reuniones de cancilleres y ministros de la organización en calidad de observadores, pero sin poder de decisión. También en 2009 fueron admitidos Italia y Bélgica.
El año 2010 fue el de mayor ampliación, siendo admitidos Filipinas, Marruecos, Países Bajos y Francia. En 2012 fue aceptada Haití, que ya desde 2004 había solicitado participar, más dos países asiáticos: Japón (2013) y Corea del Sur (2016). Luxemburgo, Alemania y Hungría (2021).

### Países que han solicitado participar en las cumbres
Hay otros países que han solicitado participar en las cumbres y todavía no han participado: Timor Oriental solicitó el ingreso en las Cumbres Iberoamericanas en 2001, Haití en 2004, Belice en 2005. En 2009 se sumaron Filipinas y Guinea Ecuatorial, como miembros participantes de la cumbre. Ambos países solicitaron su ingreso en 2001 y con el tiempo sus participaciones podrían ser reconocidas como pleno derecho. 
Hasta la fecha, no se ha concretado la participación de dichos países en las cumbres iberomericanas. 

### Criterios de participación para una ampliación

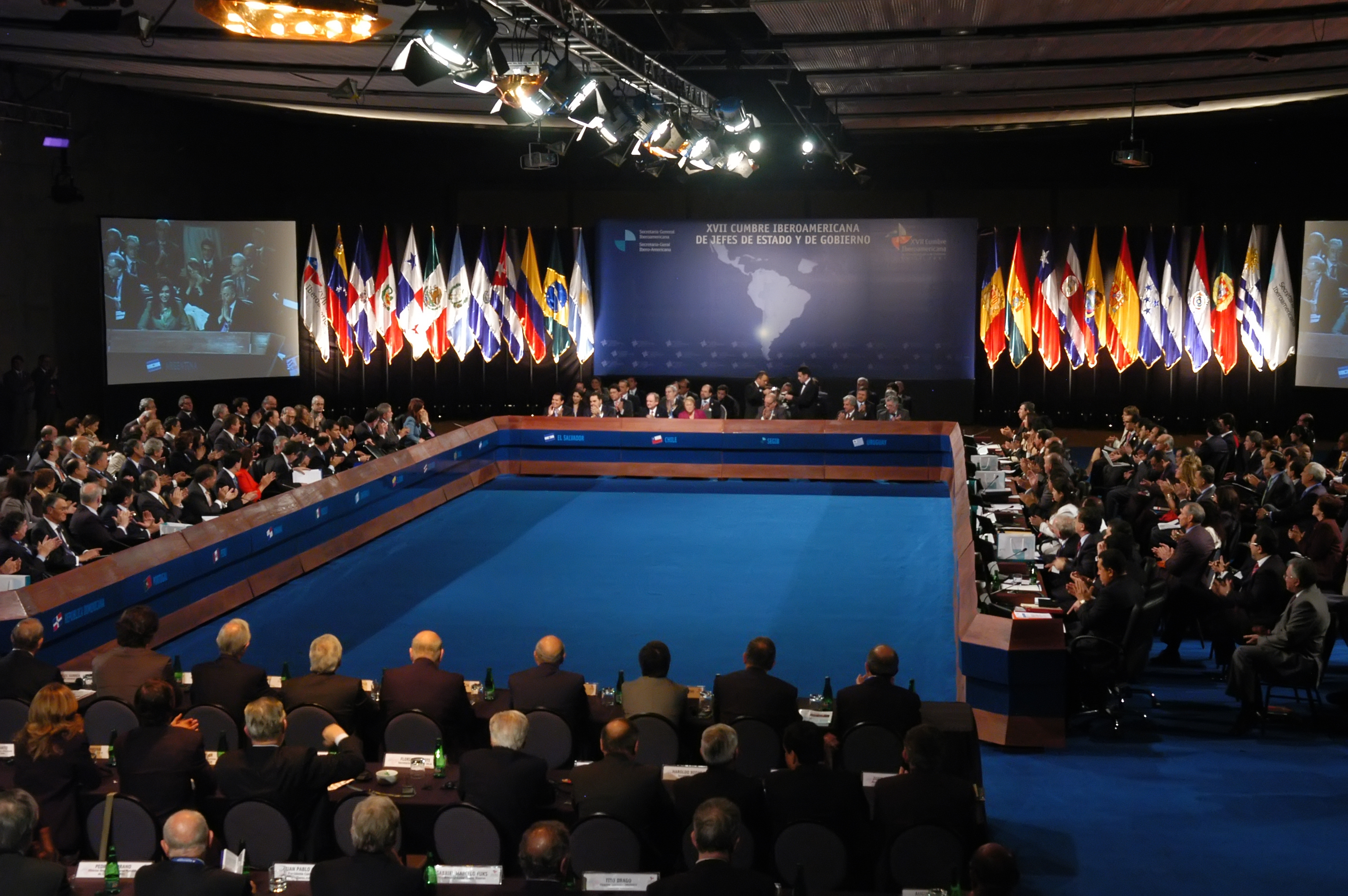
La Cumbre Iberoamericana, en Santiago de Chile, 2007.

Inicialmente, para participar en la cumbre, los países habían de reconocer como lengua oficial (de iure o de facto) el español o el portugués. Según este criterio, si solicitasen su ingreso en la cumbre, se podría admitir a los países de Mozambique, Angola, Guinea-Bissau, Cabo Verde, Santo Tomé y Príncipe y Timor Oriental, así como la región china de Macao, pues todos ellos reconocen el portugués como idioma oficial.
Más adelante se decidió admitir a países donde el español o el portugués fueran la lengua mayoritaria, aunque no sean oficiales. En estos casos, el país debía aceptar el "acervo cultural" iberoamericano. El primero fue Andorra en 2004, en el cual la mayoría de la población habla español, si bien el catalán es el único idioma oficial. La posibilidad de ampliar el ingreso a dichos países de mayoría de población lusófona o hispanoparlante que no tuvieran el portugués ni el español como idioma oficial fue reconocida en la XV Cumbre Iberoamericana, cuando se estudió el ingreso de Belice, cuya lengua oficial es el inglés a pesar de ser el español el idioma más extendido.
En 2009, con la participación de Filipinas como miembro asociado, se abre una nueva posibilidad: la de aceptar países donde el español o el portugués, ni son oficiales, ni son mayoritarios. De este modo se podría abrir la puerta al ingreso de otros países con importantes minorías lusófonas e hispanoparlantes, tales como Antigua y Barbuda, Aruba, Bahamas, Barbados, Granada, Islas Caimán, Islas Vírgenes de los Estados Unidos, San Cristóbal y Nieves, San Vicente y las Granadinas, Santa Lucía y Turcas y Caicos (todos ellos con más de un 40% de hispanoparlantes), Trinidad y Tobago (donde el español tiene un estatus especial), las Islas Marianas como las actuales dependencias de Guam e Islas Marianas del Norte (antiguas posesiones españolas donde tienen el castellano hablado por minorías y también donde se estudia español, además se habla chamorro, variante del español y de idiomas autóctonos hablado por los indígenas), Haití (donde también tienen el español, hablado por minorías significativas), el Sahara Occidental (antigua colonia española, en la que el español es estudiado como cooficial en la región controlada por la RASD).

## Organización
La Cumbre Iberoamericana de Jefes de Estado y de Gobierno está organizada en:
- Secretaría Pro Témpore, integrada por tres países: el que realizó la cumbre del año anterior, el anfitrión de ese año y el que lo hará en el siguiente. Entre las cumbres la Secretaría convoca reuniones de trabajo con representantes, de distintos ramos, de todos los países miembros para estudiar y preparar el borrador del documento de la declaración final que aprobarán los jefes de Estado y Gobierno al finalizar el encuentro, así como la preparación del temario y agenda de discusión.[3] La conformación está basada en el propio interés de los países para dirigir la secretaría, que debe ser elegida por consenso y unanimidad de todos los estados integrantes para dos años.[10]

- Secretaría General Iberoamericana (SEGIB), esta oficina fue propuesta en la XIII Cumbre (2003) manteniendo su sede en Madrid. Fue aprobada en la cumbre de 2004 y comenzó sus funciones en 2005 bajo la dirección del uruguayo Enrique V. Iglesias como secretario general. En 2014 fue sustituido por la costarricense Rebeca Grynspan Mayufis. Los de esta secretaría son la de apoyar la organización de las cumbres, dar cumplimiento de los mandatos, fortalecer los vínculos entre los Estados miembros, impulsar la cooperación en ámbitos como la educación, la cohesión social y la cultura. Además, la SEGIB tiene un papel internacional como observador en las Organización de las Naciones Unidas y en la Unión Europea.

Con anterioridad a la SEGIB, la oficina encargada  fue la Secretaría de Cooperación Iberoamericana (SECIB), con sede en Madrid, creada en el 1999 como la encargada de los programas y proyectos de cooperación. Reemplazada por la SEGIB desde 2005. El cargo de secretario de Cooperación Iberoamericana fue ocupado por el mexicano Jorge Alberto Lozoya desde 1999 hasta 2005.

## Cumbres Iberoamericanas

### Temas
Excepto en las dos primeras cumbres, todas han girado sobre un tema. El país anfitrión propone un tema central para abordarlo en las reuniones de la Cumbre y al finalizar éstas se acuerda una Declaración Política, así como otras declaraciones o comunicados especiales sobre temas puntuales. 
A continuación siguen para cada año el título de sus declaraciones o, en su defecto, el del libro oficial:
| Año  | Sede                             | Fecha                            | Título de la declaración | Cumbre iberoamericana |
| ---- | -------------------------------- | -------------------------------- | --- | --------------------- |
| 1991 | Guadalajara                      | 18 y 19 de julio                 | El Fuego Nuevo | I Cumbre              |
| 1992 | Madrid                           | 23 y 24 de julio                 | Creación de nuevos instrumentos operativos que permitan la cultura de cooperación                                                                          | II Cumbre             |
| 1993 | Salvador de Bahía                | 15 y 16 de julio                 | Um programa para o desenvolvimento, com ênfase no desenvolvimento social (en español: Un programa para el desarrollo, con énfasis en el desarrollo social) | III Cumbre            |
| 1994 | Cartagena de Indias              | 14 y 15 de junio                 | Comercio e Integración como elementos del desarrollo Iberoamericano                                                                                        | IV Cumbre             |
| 1995 | San Carlos de Bariloche          | 16 y 17 de octubre               | La educación como factor esencial del desarrollo económico y social                                                                                        | V Cumbre              |
| 1996 | Santiago de Chile y Viña del Mar | 10 y 11 de noviembre             | Gobernabilidad para una democracia eficiente y participativa                                                                                               | VI Cumbre             |
| 1997 | Isla de Margarita                | 8 y 9 de noviembre               | Los valores éticos de la Democracia | VII Cumbre            |
| 1998 | Oporto                           | 17 y 18 de octubre               | Os Desafios da Globalização e a Integração Regional (en español: Los Desafíos de la Globalización y la Integración Regional)                               | VIII Cumbre           |
| 1999 | La Habana                        | 15 y 16 de noviembre             | Iberoamérica y la situación financiera internacional en una economía globalizada                                                                           | IX Cumbre             |
| 2000 | Panamá                           | 17 y 18 de noviembre             | Infancia y adolescencia: un nuevo proyecto para un nuevo siglo                                                                                             | X Cumbre              |
| 2001 | Lima                             | 17 y 18 de noviembre             | Unidos para construir el mañana | XI Cumbre             |
| 2002 | Bávaro                           | 15 y 16 de noviembre             | Iberoamérica ante la crisis global | XII Cumbre            |
| 2003 | Santa Cruz de la Sierra          | 14 y 15 de noviembre             | Inclusión social y desarrollo. Presente y futuro de la Comunidad Iberoamericana                                                                            | XIII Cumbre           |
| 2004 | San José                         | 18 y 19 de noviembre             | Educar para construir el futuro | XIV Cumbre            |
| 2005 | Salamanca                        | 14 y 15 de octubre               | Iberoamérica: el mañana es hoy | XV Cumbre             |
| 2006 | Montevideo                       | 3 y 4 de noviembre               | Iberoamérica: Migraciones, Un desafío global | XVI Cumbre            |
| 2007 | Santiago de Chile                | 9 y 10 de noviembre              | Iberoamérica: Desarrollo e inclusión social | XVII Cumbre           |
| 2008 | San Salvador                     | del 29 al 31 de octubre          | Juventud y Desarrollo | XVIII Cumbre          |
| 2009 | Estoril                          | 30 de noviembre y 1 de diciembre | Inovação e Tecnologia (en español: Innovación y Tecnología)                                                                                                | XIX Cumbre            |
| 2010 | Mar del Plata                    | 3 y 4 de diciembre               | Educación para la Inclusión Social | XX Cumbre             |
| 2011 | Asunción                         | 28 y 29 de octubre               | Transformación del Estado y Desarrollo | XXI Cumbre            |
| 2012 | Cádiz                            | 16 y 17 de noviembre             | Una relación renovada en el bicentenario de la Constitución de Cádiz                                                                                       | XXII Cumbre           |
| 2013 | Panamá                           | 18 y 19 de octubre               | El papel político, económico, social y cultural de la Comunidad Iberoamericana en el nuevo contexto mundial                                                | XXIII Cumbre          |
| 2014 | Veracruz                         | 8 y 9 de diciembre               | Iberoamérica en el siglo XXI: Educación, innovación y cultura                                                                                              | XXIV Cumbre           |
| 2016 | Cartagena de Indias              | 28 y 29 de octubre               | Juventud, Emprendimiento y Educación. | XXV Cumbre            |
| 2018 | Antigua Guatemala                | 15 y 16 de noviembre             | Una Iberoamérica próspera, inclusiva y sostenible | XXVI Cumbre           |
| 2021 | Andorra la Vieja                 | 20 y 21 de abril                 | Innovació per al desenvolupament sostenible – Objectiu 2030 (en español: Innovación para el desarrollo sostenible – Objetivo 2030)                         | XXVII Cumbre          |
| 2023 | Santo Domingo                    | 24 y 25 de marzo                 | Juntos hacia una Iberoamérica justa y sostenible | XXVIII Cumbre         |
| 2024 | Cuenca                           | 14 y 15 de noviembre             | Innovación, Inclusión y Sostenibilidad | XXIX Cumbre           |
| 2026 | Por definir                      | Por definir                      | Por definir | XXX Cumbre            |

### Sedes
Los países anfitriones lo hacen a petición propia, y son elegidos por consenso  para ocupar la Secretaría Pro Tempore, durante dos años, con el objetivo de organizar y decidir la sede de la futura cumbre.
De los 22 estados que se reúnen durante las Cumbres Iberoamericanas, tan solo dos países no han organizado ninguna cumbre hasta ahora (Honduras y Nicaragua), el resto ha organizado al menos una. España es el país que más veces ha sido organizador de una cumbre (4), mientras que en ciudades, Cartagena de Indias (Colombia) y Panamá han repetido en dos ocasiones como sedes (1994 y 2016; 2000 y 2013 respectivamente).
A continuación se ofrece una lista con las sedes:
| País anfitrión       | Número de cumbres | Fechas                  | Sedes                                                                    |
| -------------------- | ----------------- | ----------------------- | ------------------------------------------------------------------------ |
| España               | 4                 | 1992, 2005, 2012 y 2026 | Madrid, Salamanca y Cádiz                                                |
| Argentina            | 2                 | 1995 y 2010             | San Carlos de Bariloche y Mar del Plata                                  |
| Colombia             | 2                 | 1994 y 2016             | Cartagena de Indias (dos ocasiones)                                      |
| Chile                | 2                 | 1996 y 2007             | Viña del Mar y Santiago de Chile (dos ocasiones, en 1996 fue doble sede) |
| México               | 2                 | 1991 y 2014             | Guadalajara y Veracruz                                                   |
| Panamá               | 2                 | 2000 y 2013             | Panamá (dos ocasiones)                                                   |
| Portugal             | 2                 | 1998 y 2009             | Oporto y Estoril                                                         |
| República Dominicana | 2                 | 2002 y 2023             | Bávaro y Santo Domingo                                                   |
| Andorra              | 1                 | 2020                    | Andorra la Vieja                                                         |
| Brasil               | 1                 | 1993                    | Salvador de Bahía                                                        |
| Bolivia              | 1                 | 2003                    | Santa Cruz de la Sierra                                                  |
| Cuba                 | 1                 | 1999                    | La Habana                                                                |
| Costa Rica           | 1                 | 2004                    | San José                                                                 |
| Guatemala            | 1                 | 2018                    | Antigua Guatemala                                                        |
| El Salvador          | 1                 | 2008                    | San Salvador                                                             |
| Paraguay             | 1                 | 2011                    | Asunción                                                                 |
| Perú                 | 1                 | 2001                    | Lima                                                                     |
| Uruguay              | 1                 | 2006                    | Montevideo                                                               |
| Venezuela            | 1                 | 1997                    | Isla Margarita                                                           |
| Ecuador              | 1                 | 2024                    | Cuenca                                                                   |
| Honduras             | 0                 |                         |                                                                          |
| Nicaragua            | 0                 |                         |                                                                          |

## Asistencia a las Cumbres Iberoamericanas
Las cumbres son el encuentro de los jefes de Estado y de Gobierno de los países miembros. En el continente americano están la mayoría de integrantes que tienen como forma de gobierno la república presidencialista; en Europa, tres países miembros que presentan tres modelos políticos distintos, tales como, monarquía parlamentaria, república semipresidencialista y principado:
- Repúblicas presidencialistas,  donde el presidente asiste como jefe de Estado y de Gobierno. A este grupo pertenecen los 19 estados americanos.
- Monarquía parlamentaria, acuden el jefe del Estado (monarca) y el jefe de Gobierno (primer ministro), en el caso de España.
- República semipresidencialista, también acuden dos autoridades, el Jefe del Estado (presidente) y el Jefe de Gobierno (primer ministro), como es el caso de Portugal.
- Principado, el país está representado por el jefe del gobierno (primer ministro) como es el caso de Andorra.

Actualmente son veintidós naciones las que tienen derecho a asistir a las cumbres como miembros de pleno derecho. No obstante, la asistencia ha variado desde 1991, así, las cumbres de 1991, 1994 y 1996 han contado con todos los asistentes, 21 (hasta 2005 en que se incorporó Andorra y pasaron a 22), frente a las de 2011, 2013 y 2016 que han sido las que menos asistentes han tenido, solo 12 miembros.  

#### Evolución de la asistencia
La evolución de asistencia a las cumbres se puede dividir en una fase de éxito (1991-2003) que, si exceptuamos 1999 con solo 16, contó con 21, 20, 19 y 18 miembros. A partir de la segunda fase (2004-2008), donde se va notando el desgaste del carácter anual y se manifiestan las no asistencias por motivos de confrontación ideológica pero aun así la asistencia sigue manteniéndose alta (entre 19 y 16 asistentes) pero con citas bajas como en 2004 y 2006. Finalmente la tercera etapa (desde 2009) presenta un perfil bajo donde las cumbres no han superado los 16 asistentes (2010) con mínimos de 12 asistentes en 2011, 2013 y 2016. 
- 22 asistentes: -

- 21 asistentes: I Cumbre (1991), IV Cumbre (1994) y VI Cumbre (1996)
- 20 asistentes: VII Cumbre (1997), VIII Cumbre (1998) y XI Cumbre (2001)
- 19 asistentes: II Cumbre (1992), III Cumbre (1993), X Cumbre (2000), XIII Cumbre (2003), XV Cumbre (2005) y XVIII Cumbre (2008)
- 18 asistentes: V Cumbre (1995), XII Cumbre (2002) y XVII Cumbre (2007)
- 16 asistentes: IX Cumbre (1999), XX Cumbre (2010), XXIV Cumbre (2014), XXVII Cumbre (2021)
- 15 asistentes: XIV Cumbre (2004)
- 14 asistentes: XVI Cumbre (2006), XIX Cumbre (2009), XXVI Cumbre (2018) y XXVIII Cumbre (2023)
- 13 asistentes: XXII Cumbre (2012)
- 12 asistentes: XXI Cumbre (2011), XXIII Cumbre (2013) y XXV Cumbre (2016)
- 4 asistentes: XXIX Cumbre (2024)

Las principales causas de este bajón son la poca valoración que se le ha otorgado a estas cumbres desde 2009 frente a otras cumbres regionales e internacionales (Cumbre de las Américas o Cumbres UE-CELAC), los problemas de agenda a la hora  de realizar cumbres anuales o la discrepancia política y económica entre los países de corriente bolivariana y los de corriente liberal (ALBA frente a Alianza del Pacífico) que se ha agudizado frente a la concertación política de la que se hacía gala en las primeras cumbres.
Una de las medidas tomadas para fortalecer las cumbres ha sido celebrarlas cada dos años, a partir de la XXIV Cumbre de 2014, última anual, en lugar de cada año como se hacía desde 1991.
Ausencias generales
Las ausencias de cualquier jefe de Estado o de Gobierno pueden deberse a diversos motivos: conflictos diplomáticos con el país anfitrión, catástrofes naturales, problemas internos que requieren la presencia del gobierno, problemas de agenda o por motivos ideológicos. La ausencia de cualquier jefe de Estado o de Gobierno suele suplirse con algún miembro del gabinete ministerial, principalmente vicepresidentes (la República Dominicana envió, durante las dolencias de Joaquín Balaguer, a dos vicepresidentes o Argentina que envió a la vicepresidenta Gabriela Michetti en la cumbre de 2016) o ministros/cancilleres de relaciones exteriores. Sin embargo en la II Cumbre de Madrid, donde los dos países ausentes (Perú y Venezuela) no enviaron ningún representante o en 2013 durante la XXIII Cumbre de Panamá, los países del ALBA, no enviaron ningún representante para protestar contra la negativa del gobierno panameño de aceptar la presencia de Cuba.
Esta cumbre también supuso la primera ocasión desde 1991 que no asistió el rey de España Juan Carlos I, que era el único mandatario que había acudido de manera ininterrumpida a todas las cumbres desde el inicio de estas. Este hecho se debió a la recomendación médica, tras una operación de cadera. Aun así, se dirigió a los demás mandatarios, al inicio la reunión, mediante un parlamento previamente grabado en vídeo.

#### Ausencias por motivos políticos
Otra de las ausencias importantes ha sido la de los presidentes de la República de Cuba por motivos políticos. La discrepancia sobre la política cubana del resto de países ha llevado a la ausencia de Fidel Castro desde 2001 a 2008 y de su sucesor Raúl Castro (2008-2018); tampoco ha confirmado su asistencia el actual presidente cubano, Miguel Díaz-Canel.  
Destacan las ausencias de los presidentes venezolanos Hugo Chávez (2004, 2006 y desde 2008 a 2012) y Nicolás Maduro desde 2013 por cuestiones de solidaridad con Cuba (Cumbre 2013) o la falta de entendimiento entre las tendencias políticas del continente americano. Su ejemplo fue seguido por otros mandatarios del grupo ALBA como Evo Morales y Daniel Ortega desde 2009,  aunque han roto esta tendencia con la asistencia de Evo Morales a la XXVI Cumbre de 2018. En el caso argentino, la presidenta Cristina Fernández de Kirchner no asistió en el periodo desde 2011 a 2014, y su sucesor, Mauricio Macri, aunque de ideología contrapuesta, tampoco ha hecho acto de presencia en las cumbres de 2016 y 2018. Honduras fue vetada como consecuencia del Golpe de Estado de 2009 contra el presidente Manuel Zelaya, así, el gobierno hondureño no pudo asistir a las cumbres de 2009, 2010 y 2011. Finalmente, fue readmitido en la cumbre de 2012. 

#### Asistencia por países y mandatarios
Desde 1991 han acudido a estas cumbres un total de 129 representantes públicos: 113 han sido presidentes, 14 jefes de gobierno de España, Portugal y Andorra; y, 2 monarcas españoles. El rey Juan Carlos I es la figura pública que tiene más asistencias como monarca y como representante de un estado miembro, 22 ediciones, faltado solo a la cumbre de 2013, que fue la última como jefe de Estado de España. En este apartado se pueden consultar de manera detallada todos los jefes de Estado y de Gobierno que han asistido a las cumbres, y en caso de no haberlo hecho los motivos. En la tabla se puede ver, de manera somera, por países la asistencia a las cumbres. A partir de 2014 las cumbres se celebran bienales.  
| Espectro político                          |
| ------------------------------------------ |
| Asistencia Asistencias parciales Ausencias |

| Asistencia de jefes de Estado y de Gobierno | Asistencia de jefes de Estado y de Gobierno | Asistencia de jefes de Estado y de Gobierno | Asistencia de jefes de Estado y de Gobierno | Asistencia de jefes de Estado y de Gobierno | Asistencia de jefes de Estado y de Gobierno | Asistencia de jefes de Estado y de Gobierno | Asistencia de jefes de Estado y de Gobierno | Asistencia de jefes de Estado y de Gobierno | Asistencia de jefes de Estado y de Gobierno | Asistencia de jefes de Estado y de Gobierno | Asistencia de jefes de Estado y de Gobierno | Asistencia de jefes de Estado y de Gobierno | Asistencia de jefes de Estado y de Gobierno | Asistencia de jefes de Estado y de Gobierno | Asistencia de jefes de Estado y de Gobierno | Asistencia de jefes de Estado y de Gobierno | Asistencia de jefes de Estado y de Gobierno | Asistencia de jefes de Estado y de Gobierno | Asistencia de jefes de Estado y de Gobierno | Asistencia de jefes de Estado y de Gobierno | Asistencia de jefes de Estado y de Gobierno | Asistencia de jefes de Estado y de Gobierno |
| Cumbre                                      | AND                                         | ARG                                         | BOL                                         | BRA                                         | CHL                                         | COL                                         | CRI                                         | CUB                                         | ECU                                         | SLV                                         | ESP                                         | GTM                                         | HND                                         | MEX                                         | NIC                                         | PAN                                         | PRY                                         | PER                                         | PRT                                         | DOM                                         | URU                                         | VEN                                         |
| ------------------------------------------- | ------------------------------------------- | ------------------------------------------- | ------------------------------------------- | ------------------------------------------- | ------------------------------------------- | ------------------------------------------- | ------------------------------------------- | ------------------------------------------- | ------------------------------------------- | ------------------------------------------- | ------------------------------------------- | ------------------------------------------- | ------------------------------------------- | ------------------------------------------- | ------------------------------------------- | ------------------------------------------- | ------------------------------------------- | ------------------------------------------- | ------------------------------------------- | ------------------------------------------- | ------------------------------------------- | ------------------------------------------- |
| 1991                                        |                                             |                                             |                                             |                                             |                                             |                                             |                                             |                                             |                                             |                                             |                                             |                                             |                                             |                                             |                                             |                                             |                                             |                                             |                                             |                                             |                                             |                                             |
| 1992                                        |                                             |                                             |                                             |                                             |                                             |                                             |                                             |                                             |                                             |                                             |                                             |                                             |                                             |                                             |                                             |                                             |                                             |                                             |                                             |                                             |                                             |                                             |
| 1993                                        |                                             |                                             |                                             |                                             |                                             |                                             |                                             |                                             |                                             |                                             |                                             |                                             |                                             |                                             |                                             |                                             |                                             |                                             |                                             |                                             |                                             |                                             |
| 1994                                        |                                             |                                             |                                             |                                             |                                             |                                             |                                             |                                             |                                             |                                             |                                             |                                             |                                             |                                             |                                             |                                             |                                             |                                             |                                             |                                             |                                             |                                             |
| 1995                                        |                                             |                                             |                                             |                                             |                                             |                                             |                                             |                                             |                                             |                                             |                                             |                                             |                                             |                                             |                                             |                                             |                                             |                                             |                                             |                                             |                                             |                                             |
| 1996                                        |                                             |                                             |                                             |                                             |                                             |                                             |                                             |                                             |                                             |                                             |                                             |                                             |                                             |                                             |                                             |                                             |                                             |                                             |                                             |                                             |                                             |                                             |
| 1997                                        |                                             |                                             |                                             |                                             |                                             |                                             |                                             |                                             |                                             |                                             |                                             |                                             |                                             |                                             |                                             |                                             |                                             |                                             |                                             |                                             |                                             |                                             |
| 1998                                        |                                             |                                             |                                             |                                             |                                             |                                             |                                             |                                             |                                             |                                             |                                             |                                             |                                             |                                             |                                             |                                             |                                             |                                             |                                             |                                             |                                             |                                             |
| 1999                                        |                                             |                                             |                                             |                                             |                                             |                                             |                                             |                                             |                                             |                                             |                                             |                                             |                                             |                                             |                                             |                                             |                                             |                                             |                                             |                                             |                                             |                                             |
| 2000                                        |                                             |                                             |                                             |                                             |                                             |                                             |                                             |                                             |                                             |                                             |                                             |                                             |                                             |                                             |                                             |                                             |                                             |                                             |                                             |                                             |                                             |                                             |
| 2001                                        |                                             |                                             |                                             |                                             |                                             |                                             |                                             |                                             |                                             |                                             |                                             |                                             |                                             |                                             |                                             |                                             |                                             |                                             |                                             |                                             |                                             |                                             |
| 2002                                        |                                             |                                             |                                             |                                             |                                             |                                             |                                             |                                             |                                             |                                             |                                             |                                             |                                             |                                             |                                             |                                             |                                             |                                             |                                             |                                             |                                             |                                             |
| 2003                                        |                                             |                                             |                                             |                                             |                                             |                                             |                                             |                                             |                                             |                                             |                                             |                                             |                                             |                                             |                                             |                                             |                                             |                                             |                                             |                                             |                                             |                                             |
| 2004                                        |                                             |                                             |                                             |                                             |                                             |                                             |                                             |                                             |                                             |                                             |                                             |                                             |                                             |                                             |                                             |                                             |                                             |                                             |                                             |                                             |                                             |                                             |
| 2005                                        |                                             |                                             |                                             |                                             |                                             |                                             |                                             |                                             |                                             |                                             |                                             |                                             |                                             |                                             |                                             |                                             |                                             |                                             |                                             |                                             |                                             |                                             |
| 2006                                        |                                             |                                             |                                             |                                             |                                             |                                             |                                             |                                             |                                             |                                             |                                             |                                             |                                             |                                             |                                             |                                             |                                             |                                             |                                             |                                             |                                             |                                             |
| 2007                                        |                                             |                                             |                                             |                                             |                                             |                                             |                                             |                                             |                                             |                                             |                                             |                                             |                                             |                                             |                                             |                                             |                                             |                                             |                                             |                                             |                                             |                                             |
| 2008                                        |                                             |                                             |                                             |                                             |                                             |                                             |                                             |                                             |                                             |                                             |                                             |                                             |                                             |                                             |                                             |                                             |                                             |                                             |                                             |                                             |                                             |                                             |
| 2009                                        |                                             |                                             |                                             |                                             |                                             |                                             |                                             |                                             |                                             |                                             |                                             |                                             |                                             |                                             |                                             |                                             |                                             |                                             |                                             |                                             |                                             |                                             |
| 2010                                        |                                             |                                             |                                             |                                             |                                             |                                             |                                             |                                             |                                             |                                             |                                             |                                             |                                             |                                             |                                             |                                             |                                             |                                             |                                             |                                             |                                             |                                             |
| 2011                                        |                                             |                                             |                                             |                                             |                                             |                                             |                                             |                                             |                                             |                                             |                                             |                                             |                                             |                                             |                                             |                                             |                                             |                                             |                                             |                                             |                                             |                                             |
| 2012                                        |                                             |                                             |                                             |                                             |                                             |                                             |                                             |                                             |                                             |                                             |                                             |                                             |                                             |                                             |                                             |                                             |                                             |                                             |                                             |                                             |                                             |                                             |
| 2013                                        |                                             |                                             |                                             |                                             |                                             |                                             |                                             |                                             |                                             |                                             |                                             |                                             |                                             |                                             |                                             |                                             |                                             |                                             |                                             |                                             |                                             |                                             |
| 2014                                        |                                             |                                             |                                             |                                             |                                             |                                             |                                             |                                             |                                             |                                             |                                             |                                             |                                             |                                             |                                             |                                             |                                             |                                             |                                             |                                             |                                             |                                             |
| 2016                                        |                                             |                                             |                                             |                                             |                                             |                                             |                                             |                                             |                                             |                                             |                                             |                                             |                                             |                                             |                                             |                                             |                                             |                                             |                                             |                                             |                                             |                                             |
| 2018                                        |                                             |                                             |                                             |                                             |                                             |                                             |                                             |                                             |                                             |                                             |                                             |                                             |                                             |                                             |                                             |                                             |                                             |                                             |                                             |                                             |                                             |                                             |
| 2021                                        |                                             | [ 30 ]                                      | [ 30 ]                                      |                                             | [ 30 ]                                      | [ 30 ]                                      | [ 30 ]                                      | [ 30 ]                                      | [ 30 ]                                      |                                             |                                             |                                             | [ 30 ]                                      |                                             |                                             | [ 30 ]                                      |                                             | [ 30 ]                                      |                                             |                                             | [ 30 ]                                      |                                             |
| 2023                                        |                                             |                                             |                                             |                                             |                                             |                                             |                                             |                                             |                                             |                                             |                                             |                                             |                                             |                                             |                                             |                                             |                                             |                                             |                                             |                                             |                                             |                                             |
| 2024                                        |                                             |                                             |                                             |                                             |                                             |                                             |                                             |                                             |                                             |                                             |                                             |                                             |                                             |                                             |                                             |                                             |                                             |                                             |                                             |                                             |                                             |                                             |
| As.Au.Pa.                                   | 130                                         | 2070                                        | 2250                                        | 2160                                        | 2430                                        | 2520                                        | 2430                                        | 11160                                       | 2340                                        | 2250                                        | 2703                                        | 2160                                        | 2430                                        | 2430                                        | 13140                                       | 2430                                        | 2340                                        | 2160                                        | 2614                                        | 1890                                        | 2070                                        | 13140                                       |

| País miembro         | mandatarios                | mandatarios               | mandatarios       |
| País miembro         | Representantes             | Personaje destacado       | Total asistencias |
| -------------------- | -------------------------- | ------------------------- | ----------------- |
| Andorra              | 4 jefes de Gobierno        | Antoni Martí              | 6 cumbres         |
| Argentina            | 6 presidentes              | Carlos Menem              | 8 cumbres         |
| Bolivia              | 8 presidentes              | Evo Morales               | 6 cumbres         |
| Brasil               | 6 presidentes              | Fernando Cardoso          | 8 cumbres         |
| Chile                | 6 presidentes              | Sebastián Piñera          | 6 cumbres         |
| Chile                | 6 presidentes              | Michelle Bachelet         | 6 cumbres         |
| Colombia             | 6 presidentes              | Álvaro Uribe              | 8 cumbres         |
| Costa Rica           | 8 presidentes              | José María Figueres Olsen | 4 cumbres         |
| Costa Rica           | 8 presidentes              | Abel Pacheco              | 4 cumbres         |
| Costa Rica           | 8 presidentes              | Óscar Arias Sánchez       | 4 cumbres         |
| Cuba                 | 2 presidentes              | Fidel Castro              | 10 cumbres        |
| Ecuador              | 9 presidentes              | Rafael Correa             | 8 cumbres         |
| El Salvador          | 6 presidentes              | Armando Calderón Sol      | 5 cumbres         |
| España               | 2 monarcas                 | Juan Carlos I             | 22 cumbres        |
| España               | 5 presidentes del Gobierno | José María Aznar          | 8 cumbres         |
| Guatemala            | 9 presidentes              | Álvaro Arzú               | 4 cumbres         |
| Guatemala            | 9 presidentes              | Alfonso Portillo          | 4 cumbres         |
| Honduras             | 7 presidentes              | Ricardo Maduro            | 5 cumbres         |
| México               | 6 presidentes              | Ernesto Zedillo           | 6 cumbres         |
| México               | 6 presidentes              | Vicente Fox               | 6 cumbres         |
| Nicaragua            | 4 presidentes              | Violeta Chamorro          | 6 cumbres         |
| Panamá               | 7 presidentes              | Ricardo Martinelli        | 5 cumbres         |
| Paraguay             | 8 presidentes              | Nicanor Duarte            | 5 cumbres         |
| Perú                 | 7 presidentes              | Alberto Fujimori          | 8 cumbres         |
| Portugal             | 4 presidentes              | Jorge Sampaio             | 10 cumbres        |
| Portugal             | 6 primeros ministros       | José Sócrates             | 6 cumbres         |
| República Dominicana | 5 presidentes              | Leonel Fernández          | 8 cumbres         |
| Uruguay              | 6 presidentes              | Luis Alberto Lacalle      | 5 cumbres         |
| Uruguay              | 6 presidentes              | Jorge Batlle              | 5 cumbres         |
| Venezuela            | 4 presidentes              | Hugo Chávez               | 7 cumbres         |

## Datos estadísticos de los miembros de la Cumbre Iberoamericana
A continuación figura una lista de la población de los miembros de la Cumbre Iberoamericana, así como el PIB (nominal) en millones de dólares, a fecha del 2025, según datos del Fondo Monetario Internacional, también su superficie.
| País miembro            | Población (2025) | Superficie (km²) | PIB (nominal) (M de USD, 2025) |
| ----------------------- | ---------------- | ---------------- | ------------------------------ |
| Andorra                 | 87 000           | 468              | 4 035                          |
| Argentina               | 47 345 000       | 2 780 400        | 683 533                        |
| Bolivia                 | 11 404 000       | 1 098 581        | 56 339                         |
| Brasil                  | 213 419 000      | 8 514 877        | 2 125 958                      |
| Chile                   | 18 591 000       | 756 102          | 491 535                        |
| Colombia                | 53 086 000       | 1 141 748        | 427 766                        |
| Costa Rica              | 5 353 000        | 51 100           | 102 591                        |
| Cuba                    | 10 994 000       | 109 884          | 201 986                        |
| Ecuador                 | 17 407 000       | 256 369          | 125 677                        |
| El Salvador             | 6 042 000        | 21 041           | 36 749                         |
| España                  | 49 078 000       | 505 992          | 1 799 511                      |
| Guatemala               | 17 965 000       | 108 889          | 121 177                        |
| Honduras                | 9 966 000        | 112 492          | 38 172                         |
| México                  | 130 536 000      | 1 964 375        | 1 692 640                      |
| Nicaragua               | 6 911 000        | 129 494          | 21 155                         |
| Panamá                  | 4 179 000        | 75 517           | 91 675                         |
| Paraguay                | 6 220 000        | 406 752          | 45 465                         |
| Perú                    | 34 195 000       | 1 285 216        | 303 293                        |
| Portugal                | 10 649 000       | 92 212           | 370 497                        |
| República Dominicana    | 11 032 000       | 48 192           | 127 828                        |
| Uruguay                 | 3 511 000        | 176 215          | 79 731                         |
| Venezuela               | 28 460 000       | 912 050          | 108 511                        |
| Subtotal miembros       | 696 430 000      | 20 547 966       | 9 082 309                      |
| País asociado iberófono | Población (2025) | Superficie (km²) | PIB (nominal) (M de USD, 2025) |
| Angola                  | 35 630 000       | 1 246 700        | 113 343                        |
| Cabo Verde              | 585 000          | 801 590          | 2 786                          |
| Filipinas               | 113 626 000      | 250 436          | 497 495                        |
| Guinea-Bisáu            | 1 811 000        | 36 125           | 2 274                          |
| Guinea Ecuatorial       | 1 915 000        | 28 051           | 12 684                         |
| Mozambique              | 33 848 000       | 93 520           | 23 771                         |
| Puerto Rico             | 3 196 000        | 13 792           | 122 522                        |
| Santo Tomé y Príncipe   | 231 000          | 1 001            | 864                            |
| Timor Oriental          | 1 381 000        | 14 874           | 2 115                          |
| Total                   | 888 653 000      | 23 113 783       | 9 860 163                      |

## Organismos creados por, o asociados a, la Cumbre Iberoamericana
- Asociación de Bibliotecas Nacionales de Iberoamérica (ABINIA)
- Fondo para el Desarrollo de los Pueblos Indígenas de América Latina y el Caribe (Fondo Indígena)
- Organización de Estados Iberoamericanos para la Educación, la Ciencia y la Cultura (OEI)
- Organismo Internacional de Juventud para Iberoamérica (OIJ)
- Consejo Iberoamericano del Deporte (CID)
- Organización Iberoamericana de Seguridad Social (OISS)
- Secretaría General Iberoamericana (SEGIB)
- Unión de Ciudades Capitales Iberoamericanas (UCCI)